# Czuko
Czuko – miasto w Etiopii, w regionie Narodów, Narodowości i Ludów Południa. Według danych szacunkowych na rok 2015 liczy 35 200 mieszkańców.